# Hundesteuer

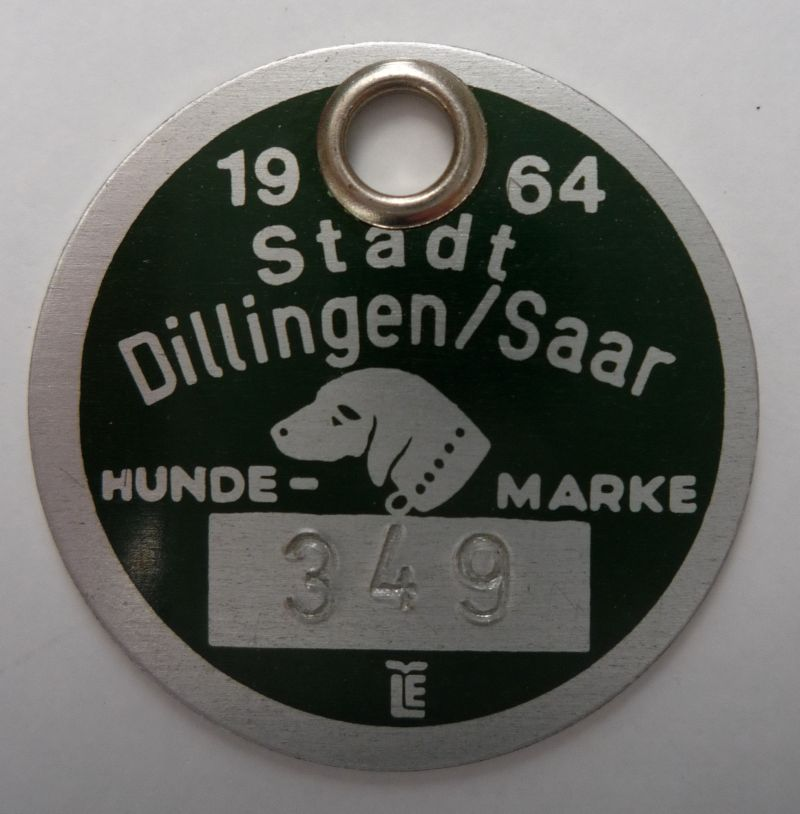
Hundemarke für das Halsband als Hundesteuernachweis

Die Hundesteuer ist eine Gemeindesteuer, mit der das Halten von Hunden besteuert wird. Wie jede Steuer ist sie eine öffentlich-rechtliche Abgabe, der keine bestimmte Leistung (etwa das Reinigen der Straßen von Hundekot) gegenübersteht und die nach dem Gesamtdeckungsprinzip zur Finanzierung aller kommunalen Aufgaben mitverwendet wird. Die Hundesteuer zählt zu den Aufwandsteuern.

## Weltgeschichte
1796 wurde in Großbritannien eine staatliche Hundesteuer eingeführt und 1987 abgeschafft. Oft wurde sie als weltweit erste Hundesteuer bezeichnet. Im deutschen Sprachraum schlug der Dresdner Scharfrichter Polster Mitte des 18. Jahrhunderts die Einführung einer Hundesteuer zur Populationskontrolle vor, scheiterte mit diesem Vorschlag jedoch.

## Deutschland

### Allgemein
Die Hundesteuer wird als Jahressteuer pro gehaltenem Hund erhoben und ist eine Aufwandsteuer, die in den Kommunen erhoben wird. Sie ist eine direkte Steuer, da Steuerträger und Steuerpflichtiger der Hundehalter ist. Rechtsgrundlage für die Erhebung der Hundesteuer ist die jeweilige kommunale Hundesteuersatzung, die ihrerseits auf dem Kommunalabgabengesetz des Bundeslandes beruht. In den Stadtstaaten Berlin, Bremen und Hamburg gilt unmittelbar das Hundesteuergesetz. Die Kommunalabgabengesetze in Baden-Württemberg und im Saarland verpflichten alle Gemeinden zur Erhebung einer Hundesteuer. In den anderen Bundesländern haben die Gemeinden das Recht zur Erhebung der Hundesteuer, wobei es nur sehr wenige Gemeinden gibt, die keine Hundesteuer erheben (z. B. Windorf).
Die Verwaltung der Steuer und der Ertrag steht den Gemeinden zu, die in Satzungen die Regelungen zu Befreiungsmöglichkeiten und zur Höhe der Steuer festlegen. Daher variiert der Steuersatz von Gemeinde zu Gemeinde erheblich. Die Stiftung Warentest stellte in einem Vergleich von 70 Gemeinden im Jahr 2015 Beträge zwischen 0 und 189 Euro pro Jahr fest.
Die kommunale Aufwandsteuer wurde ursprünglich ausschließlich auf die Haltung von Hunden und nicht auf die Haltung anderer Tiere erhoben, inzwischen erheben einige Gemeinden aber auch eine Pferdesteuer. Die Steuer wird als zusätzliche fiskalische Einnahmemöglichkeit beim Ausgleich der kommunalen Haushalte gesehen.
Oft wird die Steuerhöhe für den zweiten und jeden weiteren Hund, in der Regel pro Haushalt, nicht pro Halter, vervielfacht. Viele Gemeinden setzen daneben für bestimmte Hunderassen (sogenannte Kampfhunde oder „Listenhunde“) einen stark erhöhten Steuersatz fest. So verlangt zum Beispiel Cottbus 270 Euro, Wittlich 800 Euro und Starnberg 1000 Euro pro Jahr.
Beispiele:
- Berlin: Die Hundesteuer beträgt für den ersten Hund 120 € im Jahr und für jeden weiteren Hund 180 € im Jahr. Keine erhöhte Besteuerung von Kampfhunden.
- Hamburg: Die Hundesteuer beträgt 90 Euro jährlich, für gefährliche Hunde im Sinne des Hundegesetzes 600 Euro jährlich.
- München: Pro Hund 100 Euro, für Kampfhunde beträgt die Hundesteuer 800 Euro pro Jahr.
- Stuttgart: Für den ersten Hund 108 Euro, für jeden weiteren Hund 216 Euro, Kampfhunde 612 Euro.

Neben dem Einnahmezweck verfolgt die Hundesteuer auch als kommunale Lenkungsabgabe den ordnungspolitischen Zweck, die Zahl der Hunde, insbesondere von Kampfhunden, im Gemeindegebiet zu begrenzen.
Für Hunde, die zu gewerblichen Zwecken gehalten werden (zur gewerblichen Hundezucht oder für den Hundehandel, Hütehunde), darf keine Hundesteuer erhoben werden, da die Gesetzgebungskompetenz der Länder aus Art. 105 Abs. 2a GG (örtliche Verbrauch- und Aufwandsteuern) nur eine Steuer für das Halten von Hunden durch natürliche Personen zu privaten Zwecken abdeckt. Daneben sehen die Kommunalsatzungen oftmals Steuerbefreiungen oder -ermäßigungen für Blindenhunde, Hütehunde, Gebrauchshunde, Hunde mit bestandener Begleithundeprüfung, Hunde in oder aus Tierheimen sowie für private Hundezüchter vor.
|                                   | 1997 | 1998 | 1999 | 2000 | 2001 | 2002 | 2003 | 2004 | 2005 | 2006 | 2007 | 2008 | 2020 | 2021 |
| Gemeindesteuern der Stadtstaaten  | 15   | 15   | 16   | 16   | 17   | 16   | 16   | 15   | 16   | 15   | 15   | 15   |      |      |
| Steuereinnahmen der Gemeinden/Gv. | 154  | 164  | 172  | 182  | 192  | 196  | 203  | 210  | 216  | 220  | 224  | 232  |      |      |
| Summe                             | 169  | 179  | 188  | 198  | 209  | 212  | 219  | 225  | 232  | 235  | 239  | 247  | 380  | 401  |

Im Gesamtkontext der Kommunaleinnahmen gilt die Hundesteuer als Bagatellsteuer.

### Erhöhte Steuer für als gefährlich geltende Hunderassen
Die Obergrenze für die Hundesteuer, insbesondere für die von Kritikern als „Strafsteuer“ bezeichnete erhöhte Steuer auf „Listenhunde“, ist umstritten.
Die Auflistung von Hunderassen für eine Veranlagung zu einer erhöhten Hundesteuer liegt weitgehend im Gestaltungsspielraum des örtlichen Satzungs- bzw. Landesgesetzgebers. Einzelne Klagen dagegen führten aber auch schon zu Urteilen gegen die sachlich nicht begründete Aufnahme in eine Liste angeblich gefährlicher Hunderassen. So vertrat das Verwaltungsgericht Göttingen beispielsweise in einem Urteil vom 12. Juli 2004 die Auffassung, auch unter Berücksichtigung des dem Satzungsgeber zustehenden, grundsätzlich weiten Gestaltungsspielraums fehle es an hinreichend sachbezogenen Gründen dafür, Gebrauchshunde der Rasse Dobermann unter dem Aspekt der Schadensauffälligkeit als Kampfhunde einzustufen, aber Hunde anderer anerkannter Gebrauchshunderassen – insbesondere den Deutschen Schäferhund –, die nach Größe, Beißkraft und Schadensauffälligkeit ein gleiches Gefahrenpotential aufweisen, demgegenüber von der erhöhten Hundesteuer freizustellen. Für das diesbezüglich vom Satzungsgeber verfolgte Regelungskonzept seien hinreichend sachbezogene, die ungleichen Rechtsfolgen nach Art und Gewicht rechtfertigende Gründe nicht zu erkennen.
Hürth beschloss als erste Stadt im Mai 1991 eine von 108 DM auf 2.160 DM erhöhte Hundesteuer für sogenannte „Kampfhunde“, die als besonders aggressiv und angriffslustig gelten.
Das Bundesverwaltungsgericht erachtete die erhöhte Steuer für Kampfhunde im Jahr 2000 für grundsätzlich zulässig, lehnte 2014 die Kampfhundesteuer der Gemeinde Bad Kohlgrub, die 2.000 Euro betrug, als unzulässig ab, weil diese einem Verbot gleichkommt, für das der Gemeinde die Rechtssetzungskompetenz fehlt.
Der Verwaltungsgerichtshof München entschied mit Urteil vom 29. November 2017, dass eine erhöhte Hundesteuer von 1.000 Euro rechtmäßig sei.

### Geschichte

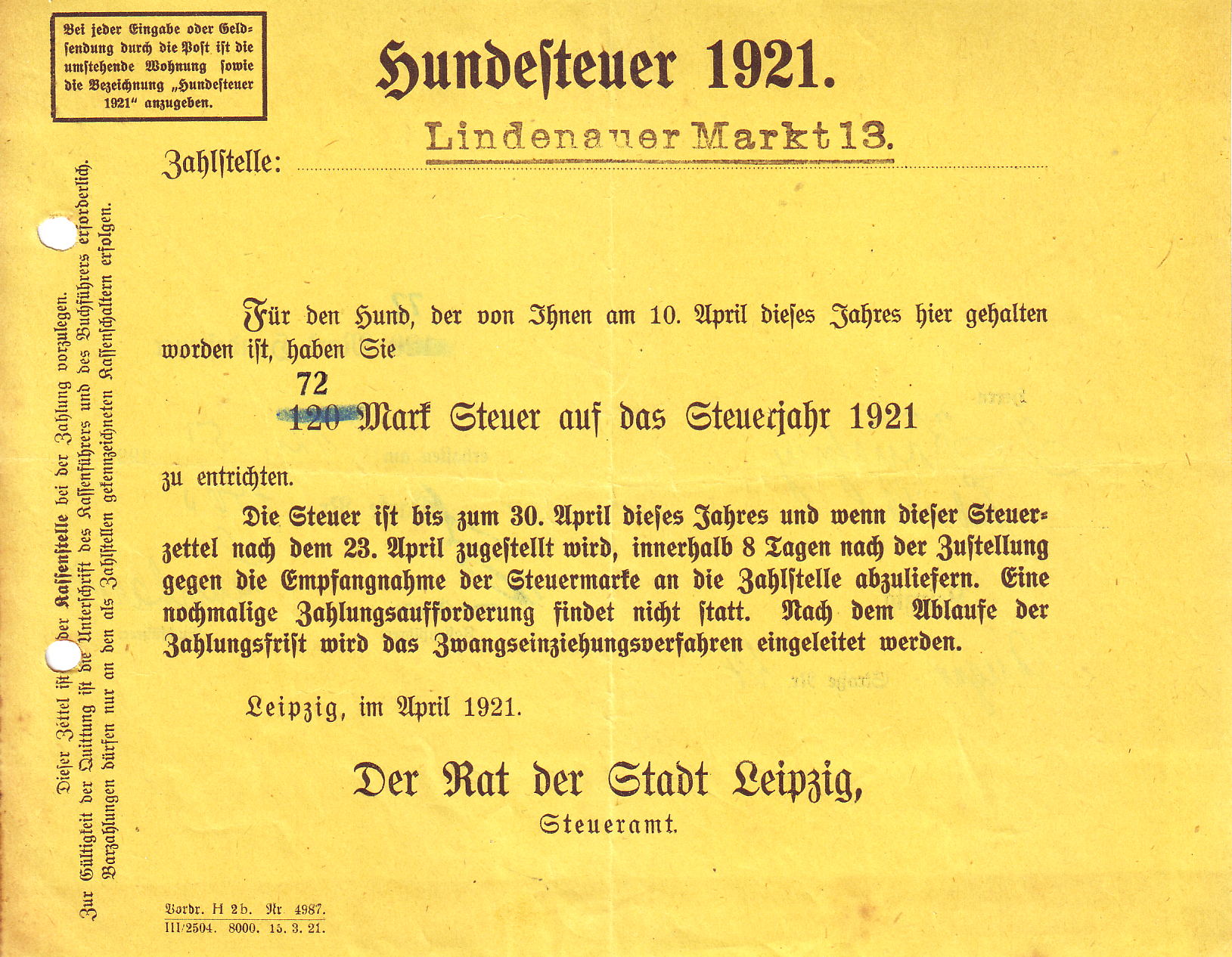
Hundesteuer-Bescheid, Leipzig 1921

Bereits seit dem ausgehenden Mittelalter, im 15. Jahrhundert, mussten die lehnsrechtabhängigen Bauern für ihre Hundehaltung ‚Hundekorn‘ bezahlen und ihre ‚Hundegestellungspflicht‘ im Rahmen der Jagdfrondienste bei ihrem Lehnsherrn ablösen. Im damals noch dänischen Herzogtum Holstein wurde bereits am 20. März 1807 die Hundesteuer durch den König Christian VII. eingeführt, um den Kommunen die Möglichkeit zu geben, ihre Armenkassen aufzubessern.
In Deutschland wurde die Hundesteuer erstmals durch eine Verordnung der Fürstlich Isenburgischen Regierung vom 28. Februar 1807 in der Stadt Offenbach am Main erhoben; sie betrug jährlich einen Reichstaler und sollte als Beitrag zur Tilgung städtischer Kriegsschulden dienen. Als seuchenpolizeiliche Maßnahme zur Verringerung der Hundezahl und damit der Tollwutgefahr wurde sie mit der Verordnung vom 19. Mai 1809 und Wirkung ab 1. Juli 1809 in Sachsen-Coburg eingeführt. Hier war die jährlich zu entrichtende Abgabe bei Hündinnen geringer als bei Rüden; halb befreit waren Wachhunde für Hausbesitzer in nicht im Wald liegenden Dörfern; ganz befreit waren zwei Hunde für Jäger, einer für jede Herde von Schäfern, Wachhunde für Lotto-Boten, Amts- und Gerichts-Frohnen, Nachtwächter, Hausbesitzer in Walddörfern und Besitzer abgelegener einzelner Wohnungen, Scherenschleifer und andere Gewerbetreibende, die ihn zu ihrer Sicherheit brauchten, sowie die vom Scharfrichter gehaltenen herrschaftlichen Jagdhunde. Für die abgabefreien Sicherheitshunde bestand Maulkorbpflicht. Es wurden für alle Hunde Blechmarken mit Nummern ausgegeben, die am Halsband anzubringen waren. Für halb oder ganz steuerbefreite Hunde waren sie etwas teurer. Der Nachrichter hatte nicht markierte Hunde einzufangen. Fremde hatten ihre Hunde nicht auf die Straße laufen zu lassen; das sollte in Poststationen und Gasthäusern angeschlagen werden. Gleichzeitig wurde verfügt, dass der erste Wurf einer jeden Hündin zu ertränken ist.
Am 6. Juli 1809 wurde eine vierteljährliche Hundesteuer im Königreich Württemberg erlassen, wobei herrschaftliche Hunde, Hunde von Mitgliedern des Königshauses und Jagdhunde von Jägern und Jagdherren ausgenommen waren. In den Jahren 1839–1841 wurden die Steuersätze herabgesetzt, was eine starke Vermehrung der Hunde bewirkte, so dass man 1842–1844 wieder die höheren Sätze einhob und ein zweiter „Luxushund“ mehr als der erste kostete. Die Hälfte ging an die Ortskasse.
Friedrich Wilhelm III. von Preußen erließ mit 28. Oktober 1810 das „Edikt über die neuen Consumptions- und Luxus-Steuern“, welches neben Steuern für etwa Diener und Pferde auch für Hunde eine so genannte Luxussteuer einführte. Der Staat war der Ansicht, dass jemand, der es sich leisten kann, Hunde zu halten, die keine Nutztiere sind, daneben auch noch genug Geld haben muss, um dafür einen Sonderbeitrag zu zahlen. Ausgenommen waren Hunde, die für ein Gewerbe notwendig waren, und Wachhunde der Bauern. Es war eine Staats-Steuer. Die Ansichten änderten sich aber. Mit der Kabinettsorder vom 29. April 1829 wurde den Stadtgemeinden die Berechtigung erteilt, eine Hundesteuer einzuheben. Dies war in Deutschland somit die erste allgemeine staatliche Berechtigung für eine Hundesteuer von Kommunen. Die Einführung trug 1830 zur explosiven Lage in der Berliner Schneiderrevolution bei. Mit der Kabinettsorder vom 18. Oktober 1834 erhielten auch Kommunen, die keine Städte waren, das Recht, eine Hundesteuer einzuführen. 1840 reihte der preußische Staatswirtschaftler Johann Gottfried Hoffmann die Hundesteuer unter die „Steuern, wodurch Aufmerksamkeit für ihren Gegenstand erweckt werden soll“ sowie unter jene Steuern ein, deren hauptsächlicher Zweck nicht ist, Einkommen zu verschaffen.
Unglücksfälle durch tollwütige Hunde bei Mensch und Tier bewogen das Großherzogtum Baden, mit Erlass vom 13. Februar 1811 eine jährliche Hundesteuer einzuführen (in Amts-Städten halbjährlich eingehoben), um die übermäßige Anzahl der Hunde und damit die Gefahr zu minimieren. Man nahm nämlich an, dass wer die Taxe entrichten könne, auch für die ordentliche Verpflegung sorgen könne. Jeder Hundebesitzer bekam einen Erlaubnisschein. Von der Steuer befreit waren Metzger, Fuhrleute, Wächter, Hirten, Schäfer, Feldhüter und Bannwarte. Ebenso befreit waren Wachhunde von Gebäudebesitzern, die bei offenem Tor anzuketten waren, sowie die Hunde jagdberechtigter Stellen, die außerhalb der Zeit des Gebrauchs eingesperrt zu halten waren.

## Österreich

### Allgemein
Das Halten von Hunden unterliegt in Österreich der Steuerpflicht und wird in Form der nicht zweckgebundenen Hundeabgabe eingehoben. Zu diesem Zweck sind Hunde ab einem Lebensalter von drei Monaten der zuständigen Behörde zu melden, welche das jeweilige Gemeindeamt oder Magistrat ist. Die Anmeldung kann für viele Gemeinden bereits online durchgeführt werden.
Sobald der vorgeschriebene Betrag entrichtet wurde, erhält der Hundehalter dafür die Hundemarke. Die Hundemarke ist sichtbar am Hund anzubringen wenn dieser das Haus verlässt.
Die Höhe der Hundeabgabe variiert in den Bundesländern und Gemeinden. So schreibt die Stadtkasse Wien jährlich 72 € für den ersten und 105 € für jeden weiteren Hund vor. Auch die Befreiung von der Abgabe ist länder(gemeinde)spezifisch unterschiedlich geregelt. Die großzügigste Regelung sieht der steiermärkische Landtag vor (siehe §§ 2, 4).
Verstöße gegen das Hundehaltungsgesetz ziehen eine Verwaltungsstrafe nach sich, welche beispielsweise in Oberösterreich eine Geldstrafe von bis zu 7.000 € ausmachen kann.
Eine Besonderheit bietet die Stadt Wien an. Der Hundehalter kann eine freiwillige Hundeführscheinprüfung ablegen. Wird diese vom Hundehalter und dem Hund erfolgreich absolviert, fällt im Folgejahr für den geprüften Hund einmalig keine Hundeabgabe an.

### Einführung
Mit dem BGBl. 150/1934 und 120/1937 § 10 lit. c wurde erstmals bundeseinheitlich eine Rechtsgrundlage für die Hundeabgabe geschaffen. Sie schreibt keine Höhe vor, sondern bestimmt, dass die Gemeinden die Hundeabgabe einnehmen und zweckfrei verwenden dürfen.
Land Vorarlberg
Eingeführt wurde die Hundetaxe mit dem LGBl. Nr. 33, am 8. Juli 1875. Das Gesetz wurde bis zu seiner heute gültigen Fassung fünfmal geändert: 16/1886, 83/1920, 10/1922, 7/1923, 22/1937. Die Änderungen betrafen lediglich jeweils die Mindesthöhe bzw. die Höchstgrenze der Abgabe.
Die Gemeinde Lorüns beschloss am 7. Oktober 2008, abseits der Regelungen des Finanzausgleichsgesetzes, erstmals auch Therapiehunde von der Hundesteuer zu befreien.
Land Tirol
Das Tiroler Hundesteuergesetz trat mit 1. Jänner 1980 in Kraft und löste den § 25 Gemeindeabgabegesetz LGBl. 43/1935 ab.
Die Stadt Hall in Tirol hat die Hundesteuer 1850 eingeführt, um der wachsenden Anzahl an Hunden Herr zu werden.
Land Salzburg
Eine landeseinheitliche Regelung ist nicht verlautbart. Die Gemeinden des Landes Salzburg beziehen sich bei ihren Verordnungen auf die verschiedenen Ausgaben des Finanzausgleichsgesetzes.
Land Oberösterreich
Im Jahr 2002 wurde das Hundehaltegesetz OÖ eingeführt. Das Land Oberösterreich verpflichtet seine Gemeinden im § 10, gestützt durch den § 8 Abs. 5 und 6 FAG 1948 (BGBl. Nr. 46/1948) eine Hundeabgabe einzuheben.
Land Niederösterreich
Im Jahr 1979 wurde das Hundeabgabegesetz NÖ eingeführt.
Land Steiermark
Der Landtag beschloss am 3. Juli 2012 das Gesetzestext des Steiermärkischen Landtages zur Hundeabgabe. § 5 stellt für Hundezüchter eine Begünstigung in Aussicht.
Land Kärnten
Das Hundeabgabegesetz Ktn wurde am 1. Jänner 1970 eingeführt. Das Gesetz befreit ausdrücklich Hunde in Tierasylheimen von der Abgabe.
Land Burgenland
Eingeführt wurde das Hundeabgabengesetz Bgld am 1. Jänner 1950. Das Gesetz sieht eine Mindest- und Höchstabgabe für Nutzhunde vor sowie eine Mindestabgabe für sonstige Hunde.
Land Wien
Eingeführt wurde das Hundeabgabegesetz Wien am 1. Jänner 1922 und bis zur heute gültigen Fassung unterlief es sieben Novellen. Die Höchstabgabe wird durch das Gesetz festgelegt. Vor der Abspaltung 1921 gab es schon in der zum Land Niederösterreich gehörenden Stadt Wien eine Hundesteuer.

## Schweiz
Die Hundesteuer wird von den Gemeinden aufgrund der kantonalen Hundegesetze erhoben. Teilweise fließt ein Teil der Hundesteuer in die Kasse der Kantone, ein Großteil des Geldes wird jedoch für die Entsorgung der Hinterlassenschaften der Hunde verwendet. Im Kanton Zürich hat z. B. jede Gemeinde pro besteuertem Hund einen Betrag an den Kanton abzuführen. Dabei kann die Steuer je nach Größe und Gewicht des Hundes unterschiedlich hoch ausfallen. Die Höhe der Hundesteuer variiert generell zwischen den Kantonen und Gemeinden: Während beispielsweise 2019 ein Hund in Uster 200 CHF pro Jahr an Steuern kostete, waren es Liestal oder Bellinzona 70 CHF. In den meisten Kantonen bestehen Steuererleichterungen oder -befreiungen für Assistenzhunde wie Blindenhunde oder Rettungshunde.

## Andere europäische Länder
In Dänemark gibt es seit 1972 keine Hundesteuer mehr. Frankreich hat die Hundesteuer bereits 1979 abgeschafft, England im Frühjahr 1990. In Schweden wurde sie 1995 abgeschafft. In den folgenden Jahren wurde die Hundesteuer auch in Belgien, Spanien, Italien, Griechenland, Ungarn und Kroatien abgeschafft.
In den Niederlanden kann eine Kommune eine Hundesteuer erheben, in Luxemburg besteht eine Verpflichtung zur Erhebung.

## Rest der Welt
Im englischsprachigen Raum, etwa in den USA, Kanada und Australien, dürfen Kommunen bestimmte Tiere für registrierungspflichtig erklären. Tierbesitzer können dort eine sogenannte Haustierlizenz (pet license) erwerben, die zum Teil jährlich zu erneuern ist und mit Impfungen (etwa gegen Tollwut) verbunden sein kann. Von einer Steuer (tax) wird ausdrücklich nicht gesprochen. Solche Lizenzmodelle sind beispielsweise aus Toronto, Houston oder Los Angeles bekannt. Die Bereitschaft der Bevölkerung, dieser Registrierungspflicht nachzukommen, ist eher gering: beispielsweise sind nur 30 % aller Hunde in Toronto auch lizenziert.
In Namibia wird eine solche Lizenz für Hunde unter anderem in der Hauptstadt Windhoek erhoben. Sie ist für alle Hunde ab dem 6. Lebensmonat vorgeschrieben und beträgt pro Kalenderjahr N$ 100 für nicht kastrierte Hunde und N$ 50 für kastrierte Hunde. Die Verordnung wird von der Stadtpolizei Windhoek überwacht.